# UFC 115
UFC 115: Liddell vs. Franklin  è stato un evento di arti marziali miste tenuto dalla Ultimate Fighting Championship il 12 giugno 2010 al General Motors Place (ora Rogers Arena) a Vancouver, Columbia Britannica, Canada.

## Background

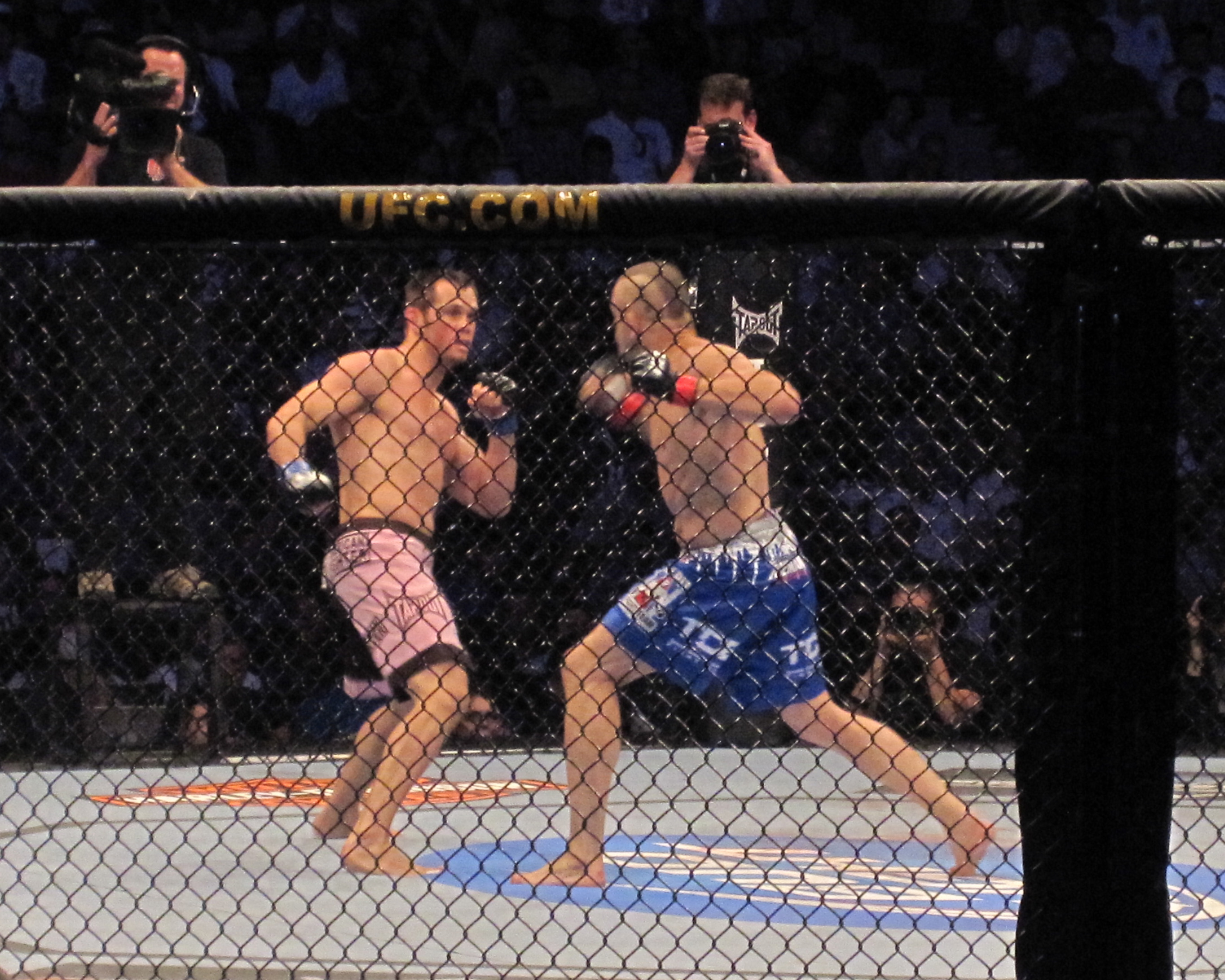
Rich Franklin contro Chuck Liddell nel main event di UFC 115.

Questo fu il quarto evento dell'UFC tenuto in Canada, dopo UFC 83, UFC 97 e UFC 113 e il primo tenuto nella British Columbia da quando venne approvato un disegno di leggere che consentiva le MMA, il 17 dicembre 2009. Per alcuni giorni, la locazione dell'evento fu in dubbio poiché non esistevano regolamentazioni su dove svolgere le MMA a Vancouver con la città di Cincinnati indicata come possibile sostituta. Alla fine i problemi furono risolti e Dana White confermò che lo show si sarebbe tenuto a Vancouver nella data stabilità.
Per il main event si era tentato di organizzare la terza sfifa tra gli ex coach di The Ultimate Fighter ed ex UFC Light Heayvweight Champion Chuck Liddell e Tito Ortiz. In marzo, iniziarono a circolare voci che Rich Franklin avrebbe sostituito Ortiz come avversario di Liddell. Dana White però negò tutto tramite il suo account su Twitter il 13 marzo 2010, facendo notare che Liddell vs. Ortiz non era ancora stato annunciato come main event. In seguito, dopo l'annuncio, Ortiz dovette rinunciare a causa di un'operazione chirurgica al collo.

## Risultati

### Card preliminare
- Incontro categoria Pesi Welter:  Mike Pyle contro  Jesse Lennox

Pyle sconfisse Lennox per sottomissione (strangolamento triangolare) a 4:44 del terzo round.
- Incontro categoria Pesi Welter:  Ricardo Funch contro  Claude Patrick

Patrick sconfisse Funch per sottomissione (strangolamento a ghigliottina) a 1:48 del secondo round.
- Incontro categoria Pesi Welter:  James Wilks contro  Peter Sobotta

Wilks sconfisse Sobotta per decisione unanime (30–27, 30–28, 30–27).
- Incontro categoria Pesi Medi:  David Loiseau contro  Mario Miranda

Miranda sconfisse Loiseau per KO Tecnico (pugni) a 4:07 del secondo round.
- Incontro categoria Pesi Leggeri:  Mac Danzig contro  Matt Wiman

Wiman sconfisse Danzig per sottomissione (strangolamento a ghigliottina) a 1:45 del primo round. L'arbitro Yves Lavigne fermò il combattimento in maniera controversa anche se Danzig non aveva ceduto e non era rimasto incosciente per lo strozzamento.
- Incontro categoria Pesi Leggeri:  Tyson Griffin contro  Evan Dunham

Dunham sconfisse Griffin per decisione divisa (30–27, 28–29, 29–28).

### Card principale
- Incontro categoria Pesi Welter:  Carlos Condit contro  Rory MacDonald

Condit sconfisse MacDonald per KO Tecnico (pugni) a 4:53 del terzo round.
- Incontro categoria Pesi Massimi:  Ben Rothwell contro  Gilbert Yvel

Rothwell sconfisse Yvel per decisione unanime (30–27, 29–28, 29–28).
- Incontro categoria Pesi Welter:  Paulo Thiago contro  Martin Kampmann

Kampmann sconfisse Thiago per decisione unanime (30–27, 30–27, 30–27).
- Incontro categoria Pesi Massimi:  Mirko Filipović contro  Pat Barry

Filipović sconfisse Barry per sottomssione (strangolamento da dietro) a 4:30 del terzo round.
- Incontro categoria Pesi Mediomassimi:  Chuck Liddell contro  Rich Franklin

Franklin sconfisse Liddell per KO (pugni) a 4:55 del primo round.